# ラマト・ダヴィド空軍基地
ラマト・ダヴィド空軍基地（Ramat David Airbase） は、イスラエル航空宇宙軍の空軍基地であり、テルノフ空軍基地、ネバティム空軍基地と並ぶ、イスラエル空軍の主要な三大基地の一つとされる。イスラエル空軍 第1航空団 (1st Wing, Canaf 1) の飛行隊が所属する。日本語表記についてはラマト・ダビッド、ラマト・デビッド、ラマト・デービッド、など、いろいろな表記が見られる。イスラエルの北部地区、ハイファ市の南東、エズレル平野のメギドに位置する。ICAOはLLRDである。

## 概要
ラマト・ダヴィド空軍基地は、1942年にイギリス委任統治領パレスチナに駐留するイギリス空軍の空軍基地として設置された。1948年の第一次中東戦争（イスラエル独立戦争）時から、イスラエル空軍の基地となった。1956年の第二次中東戦争では、イスラエル空軍、フランス空軍、イギリス空軍が共同戦線を張って、スエズ運河を国有化したエジプトを攻撃したが、この時、フランス空軍のミステール戦闘機部隊がラマト・ダヴィド空軍基地、ロッド空軍基地を拠点として行動した。1973年の第四次中東戦争時には、シリア軍がラマト・ダヴィド空軍基地に向けて、ソ連製のフロッグミサイルを発射した。1981年に実施されたイラクの原子炉への攻撃作戦（バビロン作戦）では、ラマト・ダヴィド空軍基地所属の第110飛行隊、第117飛行隊のF-16A戦闘機が、エイラート近郊のエツィオン空軍基地から離陸し、攻撃を行った。
現在のラマト・ダヴィド空軍基地には、F-16C/D Block30 Barak/Brakeet戦闘機を装備する3つの飛行隊と、AS565パンサーを装備するヘリコプター部隊が配備されている。2010年には、ラマト・ダヴィド空軍基地はイスラエルで2番目に要員数の多い空軍基地となった。

## 飛行隊
- 第109飛行隊（ヴァレー・スコードロン、The Valley Squadron）- F-16D Block30 Brakeet
- 第110飛行隊（ナイツ・オブ・ザ・ノース、Knights of The North Squadron）- F-16C Block30 Barak
- 第117飛行隊（ファースト・ジェット・スコードロン、The First Jet Squadron）- F-16C Block30 Barak
- 第193飛行隊（シールド・オブ・ザ・ウェスト、The Shield of the West Squadron）- AS565パンサー